# Gouzangrez
Gouzangrez è un comune delegato del comune di Commeny, situato nel dipartimento della Val-d'Oise, nella regione dell'Île-de-France. In precedenza comune autonomo, il 1º gennaio 2024 è confluito nel nuovo comune di Commeny.

## Società

### Evoluzione demografica
Abitanti censiti